# 道子與哈金
《道子与哈金》（日语：ミチコとハッチン），是manglobe製作的日本原創電視動畫。2008年10月至2009年3月于富士电视台播出。

## 概要
本作是manglobe繼《混沌武士》和《死亡代理人》後的第3部原創動畫作品，亦是山本沙代的動畫監督處女作。
故事背景設定於以巴西為主的南美；聲優則大多啟用專業聲優外的陣容，例如真木陽子、大後壽壽花等演員，及中川礼二（中川家）、小林劍道等諧星。

## 故事简介
一个劣迹斑斑被警察追逐的女性，而跟随她的是一位才9岁的小女孩，而她们共同目的是寻找在11年前，交通事故爆炸而消失的男人。故事由此而展开……

## 登场人物

### 主要人物
道子·Malandro（Michiko Malandro，聲：真木陽子/日高里菜（少年時期））
本作主人公。以母親名義在哈金面前突然出現，年齡不詳的美女。身材出眾、黑髮、褐膚，眼睛細長，腹部刻有刺青。帶有無數前科，12年前因殺害犯罪團伙領導人的嫌疑被捕，收押於號稱不可能越獄的監獄要塞中。得知哈金存在後成功越獄，帶領哈金共同旅行。交通工具是摩托車。
花（哈金）・Morenos（Hana "Hatchin" Morenos，聲：大後壽壽花）
本作另一位主人公。浩司的獨生女。故事開始時9歲，第7話結束時10歲。性格堅強善良的女孩,一直被收养她的神父一家欺负，而终于有一天忍受不住凌辱，而从家里逃了出来，但因为没有可去地方而只好回去，幸好被闯入这个家的道子所带走，而摆脱了日复一日的折磨。從此跟道子一起过着边警察追逐，边寻找起亲生父亲的冒险旅程。
浩司·Morenos（Hiroshi Morenos，聲：津田寛治/新井海人（少年時期））
道子的原戀人，哈金的父親。據稱死於11年前的巴士爆炸事件，但此與哈金年齡不符，故被認為仍在某地生活。
敦子·Jackson（Atsuko Jackson，聲：坂井真紀/野村涼乃（少年時期））
追捕道子的搜查責任者，女性警官。小时候被道子欺负很厉害，成為警察以后一直追逐着身为罪犯的道子。特徵是爆炸頭，对道子又爱又恨的角色，是道子的青梅竹馬。

### 其他人物
佩德羅·Belenbauza·山田（Pedro Belenbauza Yamada，聲：若松武史）
哈金的監護人，神父。性格虛偽懦弱，剋扣政府發給哈金的撫養費，和妻子一道將哈金當作女傭對待。貪圖哈金的保險金，道子劫走哈金後，趁著其和警方對峙的混亂局面，計劃殺死哈金以獲得保險金。
蘭·櫻（Ramu In，聲：中川礼二（中川家））
中華料理店「超級飯店」店主。
佩佩·利瑪（Pepe Lima）
與道子與哈金在酒吧相遇的舞女。原為境況良好家庭的女兒，因父親去世，身後負擔巨額債務，和妹妹露露（Lulu，聲：山口愛）一起被趕出家門。為了擺脫貧困生活，與妹妹前往首都St.Paraiso而不擇手段。
利庫（Rico，聲：田中哲司）
暴力團伙『Street Children』的頭目，佩佩的情人。性格冷酷。
Kiril（Kiril，聲：小林劍道）
12年前，與浩司所屬『Monstro·Preto』對立的暴力團伙『Fantasma』男頭目。
伊万（Ivan，聲：山中崇）
和沉默的兄長Ivo（Ivo，聲：山中崇）共同經營飯店的女裝癖男同性戀。
悟史·Batista（Satoshi Batista，聲：三浦誠己/神宮政宏（少年時期））
暴力團伙『Monstro·Preto』的黑人男性頭目，浩司的舊識。
晉助·Saci·Rodriguez（Shinsuke Saci Rodriguez，聲：村上淳）
暴力團伙『Monstro·Preto』的二把手，日本人與白人的混血兒。
大衛·Nachiva（Davy Nachiva）
冒充「悟史」名號招搖撞騙的流氓。
莉塔·Ozecchi（Rita Ozecchi，聲：吉野紗香）
馬戲團表演雜技的黑人少女。原是扔在馬戲團帳篷前，被團員基諾（Jino，聲：岩崎征實）發現的棄兒，對基諾單相思。和哈金是同齡朋友。
里卡爾多（Ricardo，聲：光石研）
敦子的部下，男性警官，白人與黑人的混血兒，有家室。
凡妮莎·李（Vanessa Lee，聲：吉高由里子）
和道子有著相似氛圍的少女，與被降職處分的敦子在鄉鎮中相遇。15歲時，為了探索廢墟而和父親共同來到鄉鎮，一年前父親喪生，目前在椰子園打工，獨自生活。

## 製作人員
- 原作：manglobe
- 监督：山本沙代
- 劇本：宇治田隆史
- 人物设定：清水洋
- 機械设定：汤山重人
- 服装设计：山上真理子、山崎省吾
- 色彩设计：廣濑泉
- 美术监督：田村清木
- 音乐：Alexandre Kassin
- 音响监督：田中和也
- 音响制作：樂音舍
- 音响监督担当：杉山好美
- 音响效果：倉橋靜男
- 音乐制作：渡边信一郎
- 製作人：小林真一郎、河内山隆、田中信作、山本幸治、竹枝義典
- 動畫制作：manglobe
- 制作：道子与哈金制作委员会（Media Factory、富士電視台、松竹、讀賣廣告社、博報堂DY Media Partners（日语：博報堂DYメディアパートナーズ））

## 主題曲

### 片頭曲
《Paraiso》
Performed by SOIL&"PIMP"SESSIONS；Music by Tabu Zombie；Arranged by SOIL &"PIMP"SESSIONS

### 片尾曲
《Best Friend》（『ベストフレンド』）（第1話 - 第21話）
作詞・作曲：KARUTETTO；編曲：田中隼人；弦編曲：村山達哉；演唱：KARUTETTO
《Nada pode me parar agora》（第22話）
vocal：Aurea Martins；bass,guiter,electric piano,vibraphone,backing vocal：Kassin；drum,percussion：Domenico；backing vocal：Gabriel Muzak

## 各集標題
| 話数 | 副標題 | 中文譯名             | 脚本       | 分鏡            | 演出                | 作画監督                   | 播放日期       |
| ---- | ------ | -------------------- | ---------- | --------------- | ------------------- | -------------------------- | -------------- |
| #01  |        | 再見！冷淡的天堂     | 宇治田隆史 | 山本沙代        | 山本沙代 出合小都美 | 清水洋                     | 2008年10月15日 |
| #02  |        | 打破制約的焦糖       | 宇治田隆史 | 山本沙代        | 恒松圭              | 村谷貴志                   | 2008年10月29日 |
| #03  |        | 絕望的彈珠台         | 宇治田隆史 | 出合小都美      | タムラコータロー    | 川元利浩                   | 2008年11月5日  |
| #04  |        | 野貓的銀河           | 宇治田隆史 | 神樂坂時市      | 神樂坂時市          | 中井準                     | 2008年11月12日 |
| #05  |        | 傻子的思鄉病(上篇)   | 宇治田隆史 | 山本沙代        | 出合小都美          | 中井準                     | 2008年11月19日 |
| #06  |        | 傻子的思鄉病(下篇)   | 宇治田隆史 | 岡佳廣          | 岡佳廣              | 安彦英二                   | 2008年11月19日 |
| #07  |        | 單調的落雨           | 宇治田隆史 | 望月三郎        | 羽原信義            | 近岡直                     | 2008年12月3日  |
| #08  |        | 黑色噪音與多普的遊戲 | 宇治田隆史 | 板垣伸          | 板垣伸              |                            | 2008年12月10日 |
| #09  |        | 熱戀的巧克力少女     | 宇治田隆史 | 増井壮一        | 恒松圭              | 森下博光                   | 2008年12月17日 |
| #10  |        | 鬣狗們的嘉年華會     | 宇治田隆史 | 山本沙代        | 恒松圭              | 中井準                     | 2008年12月17日 |
| #11  |        | 傾盆而下的起跑線     | 宇治田隆史 | 大橋誉志光      | 大橋誉志光          | 山田正樹                   | 2009年1月7日   |
| #12  |        | 108度煉獄的心電感應  | 宇治田隆史 | 神樂坂時市      | 神樂坂時市          | 安彦英二                   | 2009年1月14日  |
| #13  |        | 沼泥中的金魚         | 宇治田隆史 | 出合小都美      | 出合小都美          | 久保川絵梨子               | 2009年1月21日  |
| #14  |        | 不怕死的爆發跑者     | 宇治田隆史 | 村瀬修功        | 村瀬修功            | 村瀬修功                   | 2009年1月28日  |
| #15  |        | 惡作劇的塗鴉         | 宇治田隆史 | 岡佳廣          | 岡佳廣              | 安彦英二                   | 2009年2月4日   |
| #16  |        | 赤紅的虛偽練習曲     | 宇治田隆史 | 大橋誉志光      | 大橋誉志光          | 清水洋                     | 2009年2月11日  |
| #17  |        | 血鬥！於心不安的歌劇 | 宇治田隆史 | 米谷良知        | 恒松圭              | 中井準 小森秀人            | 2009年2月18日  |
| #18  |        | 傻瓜的彈道森巴       | 宇治田隆史 | 出合小都美      | 出合小都美          | 久保川絵梨子 坂本千代子    | 2009年2月18日  |
| #19  |        | 不耐煩的遮光蝴蝶     | 宇治田隆史 | 神樂坂時市 安寿 | 鳥羽聰              | 堀剛史                     | 2009年2月25日  |
| #20  |        | 全滅的幽會           | 宇治田隆史 | 大橋誉志光      | 三好正人 大橋誉志光 | 安彦英二 浅野直之          | 2009年3月4日   |
| #21  |        | 反常開花的最終華爾滋 | 宇治田隆史 | 望月三郎        | 望月三郎 恒松圭     | 中井準 小森秀人 坂本千代子 | 2009年3月11日  |
| #22  |        | 就那樣跑下去         | 宇治田隆史 | 山本沙代        | 岡佳廣 山本沙代     | 清水洋 久保川絵梨子        | 2009年3月18日  |

## 播放电视台
日本深夜動畫：下文記載的日本国内播放時間使用日本標準時間（UTC+9）表示。因為部分時間标识會採用30小时制，因此請留意这类超过24:00的时间，其實際播放時間為翌日清晨。
| 播放地區   | 电视台     | 播放日期         | 播放时间                   | 系列         |
| ---------- | ---------- | ---------------- | -------------------------- | ------------ |
| 关东广域圏 | 富士电视台 | 2008年10月15日 - | 星期三 26時08分 - 26時38分 | 富士電視系列 |
| 近畿广域圏 | 关西电视台 | 2008年10月28日 - | 星期二 25時59分 - 26時29分 | 富士電視系列 |
| 中京广域圏 | 东海电视台 | 2008年10月31日 - | 星期五 27時35分 - 28時05分 | 富士電視系列 |
| 日本全国   | BS-i       | 2008年11月24日 - | 星期一 24時30分 - 24時55分 | BS數字放送   |

| 富士電視台 星期三 26:08 - 26:38             | 富士電視台 星期三 26:08 - 26:38 | 富士電視台 星期三 26:08 - 26:38 |
| ------------------------------------------- | ------------------------------- | ------------------------------- |
|                                             | 道子與哈金 （從此為NOISE檔）    |                                 |
| 魁！音樂排行榜 （提前至25:38播出）          | 天堂餐館                        |                                 |
| BS富士 星期一 24:30 - 24:55                 |                                 |                                 |
| 二十面相少女 （地面電視為星期六深夜動畫檔） | 道子與哈金                      | 天堂餐館                        |

## 外部連結
- （日語）官方网站
- （日語）富士电视台节目网站